# Federazione pallavolistica dell'Austria
La Federazione austriaca di pallavolo (deu. Österreichischer Volleyballverband, ÖVV) è un'organizzazione fondata per governare la pratica della pallavolo in Austria.
Organizza il campionato maschile e femminile, e pone sotto la propria egida la nazionale maschile e femminile.
Ha aderito alla FIVB nel 1953.